# ديفيد ألان باشي
ديفيد ألان باشي (بالإنجليزية: David Alan Basche)‏ مواليد 25 أغسطس 1968 في هارتفورد، الولايات المتحدة، هو ممثل أمريكي بدأ مسيرته الفنية سنة 1997.

## أعماله
- 30 روك
- سي إس آي: ميامي
- فرايجر (مسلسل)
- القانون والنظام: الوحدة الخاصة للضحايا
- القانون والنظام: النية الإجرامية
- ذا منتاليست
- بيرسون أوف إنترست (مسلسل)

## روابط خارجية
- ديفيد ألان باشي على موقع IMDb (الإنجليزية)
- ديفيد ألان باشي على موقع ألو سيني (الفرنسية)
- ديفيد ألان باشي على موقع أول موفي (الإنجليزية)
- ديفيد ألان باشي على موقع قاعدة بيانات الأفلام السويدية (السويدية)
- ديفيد ألان باشي على موقع قاعدة بيانات الفيلم (الإنجليزية)
- ديفيد ألان باشي على موقع كينوبويسك (الروسية)